# Scoriodyta conisalia
Scoriodyta conisalia är en fjärilsart som beskrevs av Edward Meyrick 1888. Scoriodyta conisalia ingår i släktet Scoriodyta och familjen säckspinnare. Inga underarter finns listade.